# Wenwen Han
Wenwen Han ( 韓雯雯 Xi'an, China, 24 de agosto de 1995) es una actriz y violinista china.

## Música
Su afición por la música se inicia desde muy niña y comienza a tocar la viola, debido a su alejamiento del mundo del espectáculo no se tiene muy claro si sigue tocando este instrumento.
Capaz de hablar inglés y chino, coprotagoniza la película The Karate Kid de Harald Zwart en el 2010.  Remake del filme homónimo que dirigió John G. Avildsen en 1984, junto a Jaden Smith y Jackie Chan. En ella interpreta a Meiying, la jovencita de procedencia asiática amiga de Dre Parker (Smith), el aprendiz de Artes Marciales del Sr. Han
(Chan).

## Vida personal
Después de grabar la película karate Kid no apareció en nuevos proyectos y no se sabe mucho de su vida. Ha abierto algunas cuentas en redes sociales como Twitter o Facebook pero aun así es difícil tener claro a que se dedica o hace en la actualidad. También es importante destacar que se le confunde con otra actriz asiática nacida en el año 1982 conocida con el mismo nombre y en algunos sitios como Vivian Han.